# Enrico II di Borbone-Condé
Enrico II di Borbone–Condé (Saint-Jean-d'Angély, 1º settembre 1588 – Parigi, 26 dicembre 1646) fu il 3º principe di Condé, governatore della Borgogna, duca di Montmorency, duca d'Albret, duca d'Enghien, duca di Bellegarde, Pari di Francia. Era principe di sangue reale e fu gran cacciatore di Francia.

## Biografia
Figlio di Enrico I di Borbone-Condé e di Carlotta Caterina de La Trémoille, non conobbe il padre, assassinato pochi mesi prima della sua nascita; la madre fu temporaneamente imprigionata a seguito di questo assassinio.
Fu perciò Enrico IV di Francia che si fece carico della sua educazione. Fu cresciuto nella religione cattolica: il padre era calvinista.
Gli fu data in moglie nel 1609 Carlotta di Montmorency, che venne così intensamente ed assiduamente corteggiata dal già anziano Enrico IV, da costringere la coppia a lasciare Parigi per Bruxelles, allo scopo di sfuggire alle voglie del re.
Morto quest'ultimo nel 1610, Enrico II tornò a Parigi ed iniziò nel 1613 a fomentare la rivolta dei principi contro la vedova di Enrico IV, Maria de' Medici, reggente al trono per conto del figlio Luigi, a causa delle economie imposte dall'esaurimento delle risorse finanziarie dello stato.
Le prime lotte si conclusero con un accordo con la reggente, avvenuto a Sainte-Menehould il 15 maggio 1614, in base al quale le nuove prebende sarebbero state pagate direttamente dalla corona e l'alleanza matrimoniale con la Spagna sarebbe stata sospesa.
Sarebbero stati convocati anche gli Stati generali. Questi ultimi, però, non soddisfecero i desideri della nobiltà, in quanto diedero mano libera a Maria de' Medici e per di più, nel 1616, vennero celebrate le nozze di Luigi XIII con l'infanta di Spagna, Anna d'Austria.
Riesplosa la collera dei principi, il Condé ottenne un nuovo accordo con la reggente a Loudun il 3 maggio 1616, in base al quale lui stesso sarebbe entrato a far parte del consiglio reale, ma il 1º settembre fu arrestato e rinchiuso nel castello di Vincennes, dal quale venne liberato per ordine di Luigi XIII circa tre anni dopo.
Divenuto fedele suddito del re, partecipò alle campagne volte a soffocare il protestantesimo nella Francia meridionale (1627-1629) ed in seguito assurse alle più alte cariche del regno, fino a diventare nel 1643 presidente del Consiglio di Reggenza.
Alla morte di Luigi XIII, sempre nel 1643, continuò a servire fedelmente il suo successore Luigi XIV fino alla morte nel 1648.

## Discendenza
Da Carlotta di Montmorency ebbe tre figli:
- Anna Genoveffa di Borbone-Condé, duchessa di Longueville (1619-1679);
- Luigi II di Borbone-Condé (1621-1686) detto il Gran Condé;
- Armando di Borbone-Conti (1629-1666), principe di Conti, capostipite del ramo Borbone-Conti.

## Stemma
| Image | Stemma                                                                |
| ----- | --------------------------------------------------------------------- |
| \| \| | Enrico II di Borbone-Condé Principe di Condé, Gran Maestro di Francia |
|       |                                                                       |

## Ascendenza
|                                      |                                  |                                        | Genitori                                       |  |  | Nonni |  |  | Bisnonni                       |  |  | Trisnonni                        |  |
|                                      |                                  |                                        |                                                |  |  |       |  |  | 8. Carlo IV di Borbone-Vendôme |  |  | 16. Francesco di Borbone-Vendôme |  |
|                                      |                                  |                                        |                                                |  |  |       |  |  | 8. Carlo IV di Borbone-Vendôme |  |  | 16. Francesco di Borbone-Vendôme |  |
|                                      |                                  | 17. Maria di Lussemburgo-Saint-Pol     |                                                |  |  |       |  |  | 8. Carlo IV di Borbone-Vendôme |  |  |                                  |  |
| 4. Luigi I di Borbone-Condé          |                                  |                                        |                                                |  |  |       |  |  | 8. Carlo IV di Borbone-Vendôme |  |  |                                  |  |
|                                      |                                  | 9. Francesca d'Alençon                 | 18. Renato d'Alençon                           |  |  |       |  |  |                                |  |  |                                  |  |
|                                      |                                  | 9. Francesca d'Alençon                 | 18. Renato d'Alençon                           |  |  |       |  |  |                                |  |  |                                  |  |
|                                      |                                  | 9. Francesca d'Alençon                 | 19. Margherita di Lorena                       |  |  |       |  |  |                                |  |  |                                  |  |
| 2. Enrico I di Borbone-Condé         |                                  | 9. Francesca d'Alençon                 |                                                |  |  |       |  |  |                                |  |  |                                  |  |
|                                      |                                  | 10. Charles de Roye, conte di Roucy    | 20. Antoine de Roye, signore de Roye           |  |  |       |  |  |                                |  |  |                                  |  |
|                                      |                                  | 10. Charles de Roye, conte di Roucy    | 20. Antoine de Roye, signore de Roye           |  |  |       |  |  |                                |  |  |                                  |  |
|                                      |                                  | 10. Charles de Roye, conte di Roucy    | 21. Catherine de Sarrebruck, contessa di Roucy |  |  |       |  |  |                                |  |  |                                  |  |
| 5. Éléonore de Roucy                 |                                  | 10. Charles de Roye, conte di Roucy    |                                                |  |  |       |  |  |                                |  |  |                                  |  |
|                                      |                                  | 11. Madeleine de Maillé, dame di Conti | 22. Ferry de Mailly, signore di Conti          |  |  |       |  |  |                                |  |  |                                  |  |
|                                      |                                  | 11. Madeleine de Maillé, dame di Conti | 22. Ferry de Mailly, signore di Conti          |  |  |       |  |  |                                |  |  |                                  |  |
|                                      |                                  | 11. Madeleine de Maillé, dame di Conti | 23. Louise de Montmorency                      |  |  |       |  |  |                                |  |  |                                  |  |
| 1. Enrico II di Borbone-Condé        |                                  | 11. Madeleine de Maillé, dame di Conti |                                                |  |  |       |  |  |                                |  |  |                                  |  |
|                                      | 12. Francesco II de La Trémoille | 24. Carlo I de la Trémoille            |                                                |  |  |       |  |  |                                |  |  |                                  |  |
|                                      | 12. Francesco II de La Trémoille | 24. Carlo I de la Trémoille            |                                                |  |  |       |  |  |                                |  |  |                                  |  |
|                                      | 12. Francesco II de La Trémoille | 25. Louise de Coëtivy                  |                                                |  |  |       |  |  |                                |  |  |                                  |  |
| 6. Luigi III de La Trémoille         | 12. Francesco II de La Trémoille |                                        |                                                |  |  |       |  |  |                                |  |  |                                  |  |
|                                      |                                  | 13. Anna di Laval                      | 26. Guido XVI de Laval                         |  |  |       |  |  |                                |  |  |                                  |  |
|                                      |                                  | 13. Anna di Laval                      | 26. Guido XVI de Laval                         |  |  |       |  |  |                                |  |  |                                  |  |
|                                      |                                  | 13. Anna di Laval                      | 27. Carlotta d'Aragona                         |  |  |       |  |  |                                |  |  |                                  |  |
| 3. Carlotta Caterina de La Trémoille |                                  | 13. Anna di Laval                      |                                                |  |  |       |  |  |                                |  |  |                                  |  |
|                                      |                                  | 14. Anne de Montmorency                | 28. Guillaume de Montmorency                   |  |  |       |  |  |                                |  |  |                                  |  |
|                                      |                                  | 14. Anne de Montmorency                | 28. Guillaume de Montmorency                   |  |  |       |  |  |                                |  |  |                                  |  |
|                                      |                                  | 14. Anne de Montmorency                | 29. Anna Pot                                   |  |  |       |  |  |                                |  |  |                                  |  |
| 7. Jeanne de Montmorency             |                                  | 14. Anne de Montmorency                |                                                |  |  |       |  |  |                                |  |  |                                  |  |
|                                      |                                  | 15. Maddalena di Savoia                | 30. Renato di Savoia-Villars                   |  |  |       |  |  |                                |  |  |                                  |  |
|                                      |                                  | 15. Maddalena di Savoia                | 30. Renato di Savoia-Villars                   |  |  |       |  |  |                                |  |  |                                  |  |
|                                      |                                  | 15. Maddalena di Savoia                | 31. Anna Lascaris                              |  |  |       |  |  |                                |  |  |                                  |  |
|                                      |                                  | 15. Maddalena di Savoia                |                                                |  |  |       |  |  |                                |  |  |                                  |  |